# São Miguel de Paredes
São Miguel de Paredes is een plaats (freguesia) in de Portugese gemeente Penafiel en telt 1227 inwoners (2001).